# Šibenik (Šentjur, Slovenija)
Šibenik je naselje u slovenskoj Općini Šentjuru. Šibenik se nalazi u pokrajini Štajerskoj i statističkoj regiji Savinjskoj. 

## Stanovništvo
Prema popisu stanovništva iz 2002. godine naselje je imalo 115 stanovnika.